# Fatah
Al-Fatah (àrab: فتح, Fataḥ), abans Moviment d'Alliberament Nacional Palestí, és un partit polític socialdemòcrata nacionalista palestí i la major facció de l'Organització per l'Alliberament de Palestina (OLP), confederada i multipartidista, i el segon partit més important del Consell Legislatiu Palestí (CLP). Mahmud Abbas, el president de l'Autoritat Palestina, és de Fatah. És membre consultiu de la Internacional Socialista.

## Història
El moviment es va fundar l'any 1959 a Kuwait, i es va adherir a la ideologia nacionalista palestina per la qual Palestina seria alliberada per les accions dels palestins. Els seus fundadors eren membres de la diàspora palestina, principalment estudiants i professionals treballant en estats del Golf Pèrsic que havien estat refugiats a Gaza i havien estudiat al Caire. El més notable dels quals va ser Iàssir Arafat, qui era el cap del moviment d'estudiants palestins al Caire des de 1952 fins a 1956, i en fou un dels fundadors, al costat de Salah Khalaf i Khalil al-Wazir.
Al-Fatah començà la implantació als territoris de Palestina l'any 1960, a Gaza. Es va convertir en la força dominant de la política palestina després que la Guerra dels Sis Dies de 1967 va debilitar el nacionalisme àrab inspirat pel Moviment dels Nacionalistes Àrabs de George Habash, més proper als postulats socialitzants de Nasser.
Al llarg dels anys seixanta emprengué una lluita armada contra Israel, amb milers d'atacs dels fedayins. El 1968 el moviment s'integrà a l'Organització per a l'Alliberament de Palestina (OAP), fundada quatre anys abans, i el 3 de febrer de 1969 Arafat va ser elegit president tant de l'OAP com d'Al-Fatah. A partir de 1968 començà l'estratègia d'atacs contra interessos israelians a l'exterior, arran dels quals es van produir tensions amb els diferents governs àrabs.
El 1970, Al-Fatah fou desbordat per altres grups membres de l'OAP, en particular pel Front Popular per a l'Alliberament de Palestina, que guanyà força entre els milions de refugiats. L'increment d'activitat provocà pressions d'Israel i dels EUA al govern de Jordània, que ordenà l'expulsió dels combatents palestins al Líban després de durs combats que causaren moltes víctimes palestines.
Durant els anys vuitanta s'establí al Líban, que fou envaït per Israel el 1983. Al Líban, Al-Fatah consolidà el seu domini de l'OAP reduint la influència dels altres grups com l'FPAP o el FDAP. A partir de 1987, amb l'esclat de la primera Intifada aturà els atacs a l'exterior i l'OAP se centrà en l'aixecament i la lluita als territoris ocupats, desplegant una intensa activitat diplomàtica, en paral·lel.
L'any 1993, després de llargues negociacions, l'OAP, encapçalada pels dirigents d'Al-Fatah, signaria els Acords d'Oslo. Després de congelar l'OAP, Al-Fatah ocuparia els principals llocs de govern de la naixent Autoritat Nacional Palestina, després de guanyar les primeres eleccions.
En les eleccions parlamentàries del 25 de gener de 2006 el partit va perdre la majoria del parlament palestí i tots els seus ministres van dimitir. Hamàs, que havia capitalitzat el descontentament per la suposada mala gestió i per la debilitat d'Al-Fatah al davant d'Israel, va guanyar les eleccions, i Al-Fatah va passar a l'oposició.

## Resultats electorals

### Consell Legislatiu
| Any  | Líder            | Vots      | %     | Escons   | +/– | Pos. |
| ---- | ---------------- | --------- | ----- | -------- | --- | ---- |
| 1996 | Yasser Arafat    | 1,085,593 | 30.90 | 50 / 88  | Nou | 1r   |
| 2006 | Faruq al-Qaddumi | 410,554   | 41.43 | 45 / 132 | 5   | 2n   |

### Eleccions presidencials
| Any  | Candidat      | Vots    | %           | Resultat |
| ---- | ------------- | ------- | ----------- | -------- |
| 1996 | Yasser Arafat | 643,079 | 89,82 / 100 | Elegit   |
| 2005 | Mahmoud Abbas | 501,448 | 67,38 / 100 | Elegit   |